# Sincèrement (album de Hamza)
Albums de Hamza
140 BPM 2
(2021)
Sincèrement est le troisième album studio du rappeur, chanteur et beatmaker belge Hamza sorti le 17 février 2023, année au cours de laquelle c'est le deuxième album le plus écoulé en France avec plus de 180 000 ventes.

## Liste des pistes
| 1.    | Introduction                     | 1:34 |
| 2.    | Free YSL                         | 3:06 |
| 3.    | Ma réalité                       | 2:50 |
| 4.    | Au bout de la nuit               | 3:01 |
| 5.    | Only U                           | 3:14 |
| 6.    | Sadio (feat. Offset)             | 2:42 |
| 7.    | Tsunami                          | 3:37 |
| 8.    | Atasanté Part. 2 (feat. Tiakola) | 3:14 |
| 9.    | Codéine 19                       | 2:23 |
| 10.   | Nasa                             | 3:04 |
| 11.   | WWE                              | 3:18 |
| 12.   | Cocoro (feat. CKay)              | 3:49 |
| 13.   | Murder                           | 2:44 |
| 14.   | Nocif (feat. Damso)              | 3:49 |
| 15.   | Plus jamais la même              | 3:09 |
| 16.   | I Love U                         | 3:21 |
| 17.   | Sincèrement                      | 2:45 |
| 51:49 |                                  |      |

### Titres certifiés en France
- Introduction  Or[1]
- Free YSL  Platine[2]
- Ma réalité  Platine[3]
- Au bout de la nuit  Or[4]
- Sadio (feat. Offset)  Or[5]
- Atasanté Part. 2 (feat. Tiakola)  Or[6]
- Codéine 19  Platine[7]
- Murder  Platine[8]
- Nocif (feat. Damso)  Diamant[9]

## Clips vidéos
- Introduction : 12 janvier 2023
- Codéine 19 : 20 février 2023

## Réception
L'album réalise le meilleur démarrage de l'année sur Spotify avec 7,3 millions de streams en 24 heures.
En première semaine, l'album explose tous les compteurs avec 40 458 exemplaires, soit le meilleur démarrage pour Hamza depuis le début de sa carrière.  En 2023, il totalise 183 100 ventes en France, deuxième album le plus vendu dans ce pays au cours de cette année. 

### Certifications et ventes
| Région        | Certification | Ventes/Streams |
| ------------- | ------------- | -------------- |
| France (SNEP) | 2 × Platine   | 200 000        |

## Classements

### Classements hebdomadaires
| Classements (2019-2020)      | Meilleure position | Semaine(s) dans les charts |
| ---------------------------- | ------------------ | -------------------------- |
| France (SNEP)                | 1                  | 23                         |
| Belgique (Wallonie Ultratop) | 1                  | 26                         |
| Belgique (Flandre Ultratop)  | 8                  | 9                          |
| Suisse (Schweizer Hitparade) | 2                  | 25                         |
| Suisse (Charts Romandie)     | 9                  | 1                          |